# Нојхаус-Ширшниц
Нојхаус-Ширшниц (њем. Neuhaus-Schierschnitz) општина је у њемачкој савезној држави Тирингија. Једно је од 16 општинских средишта округа Зонеберг. Према процјени из 2010. у општини је живјело 3.267 становника. Посједује регионалну шифру (AGS) 16072014.

## Географски и демографски подаци
Нојхаус-Ширшниц се налази у савезној држави Тирингија у округу Зонеберг. Општина се налази на надморској висини од 350 метара. Површина општине износи 23,2 km². У самом мјесту је, према процјени из 2010. године, живјело 3.267 становника. Просјечна густина становништва износи 141 становника/km².